# بليسلند (كورنوال)
بليسلند (بالإنجليزية: Blisland)‏ هي قرية و أبرشية مدنية تقع في المملكة المتحدة في إنجلترا.يقدر عدد سكانها بـ 666 نسمة.

## معرض صور

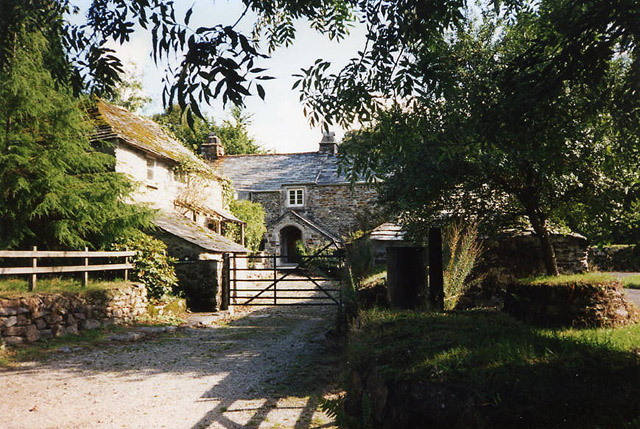
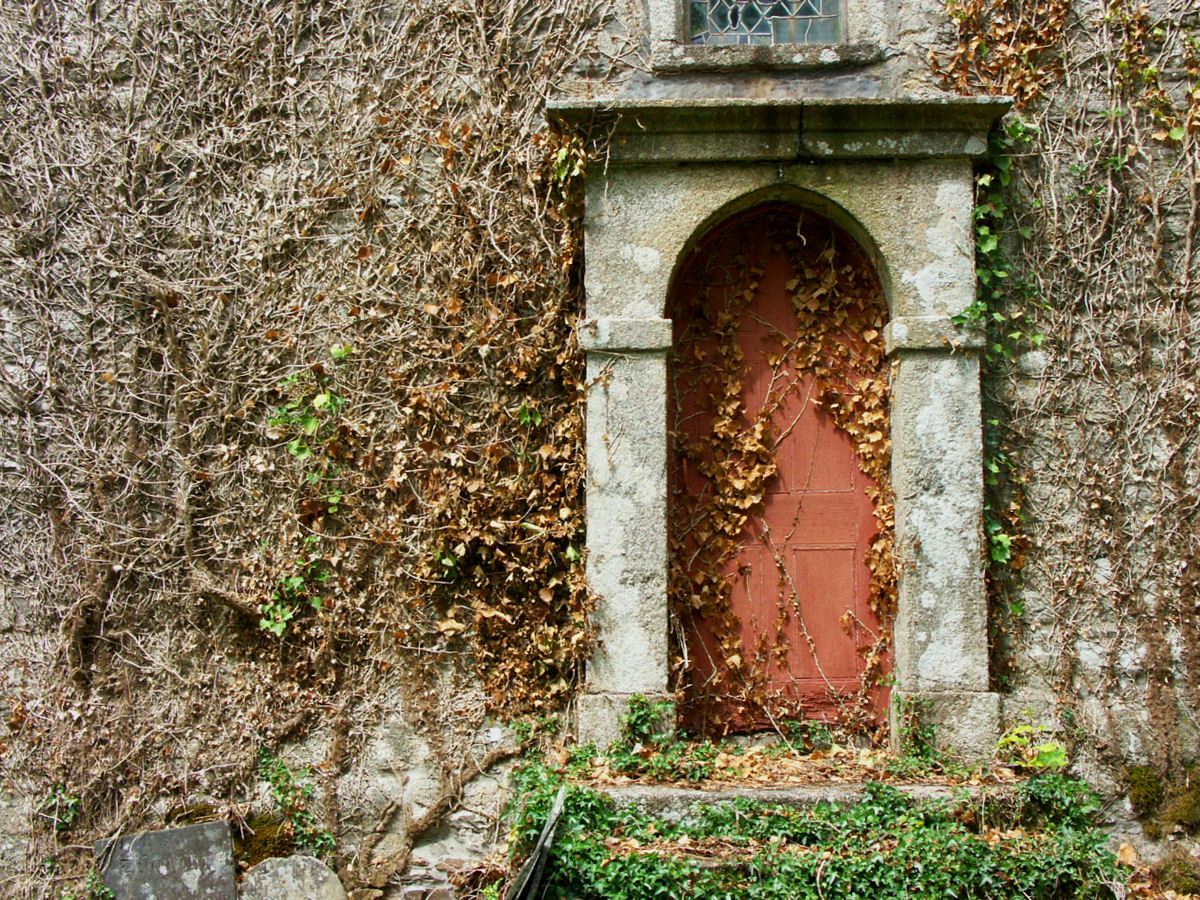
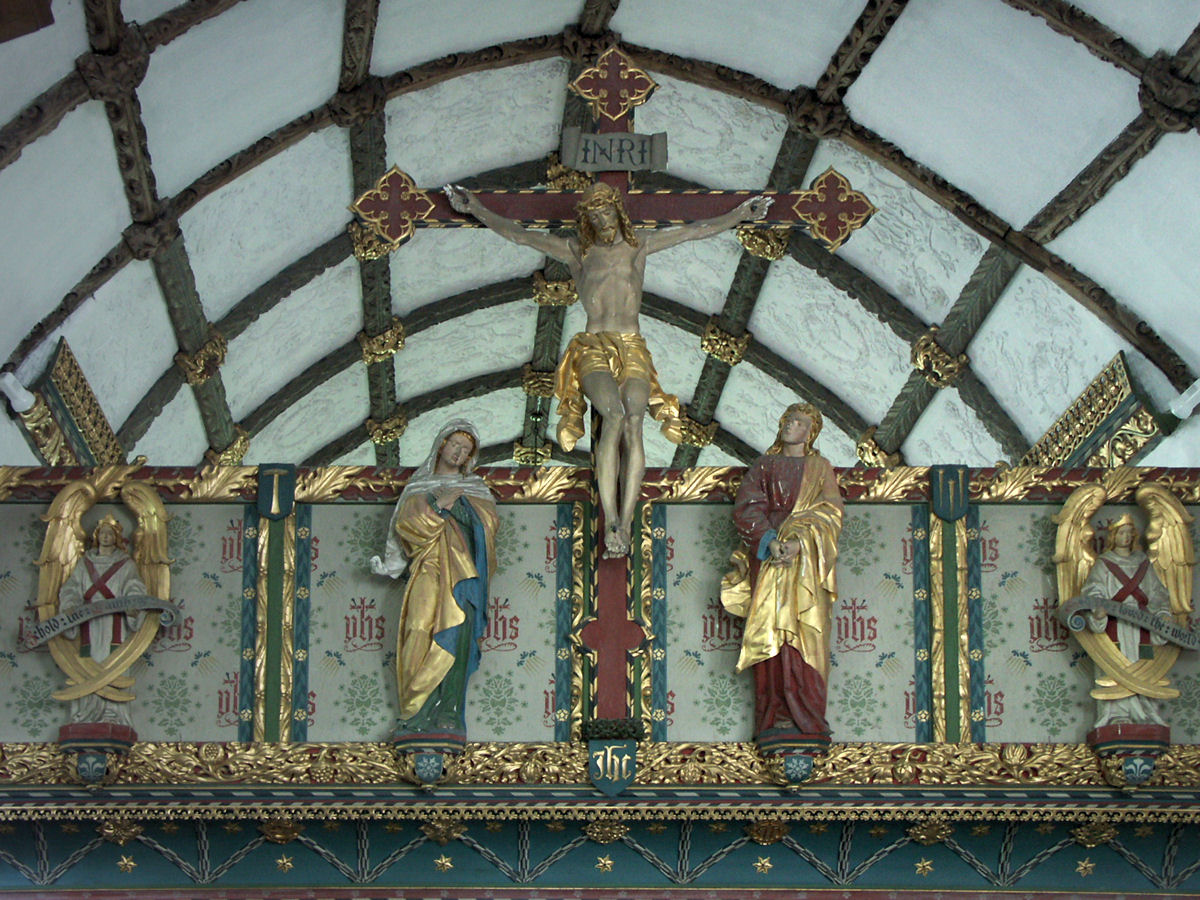
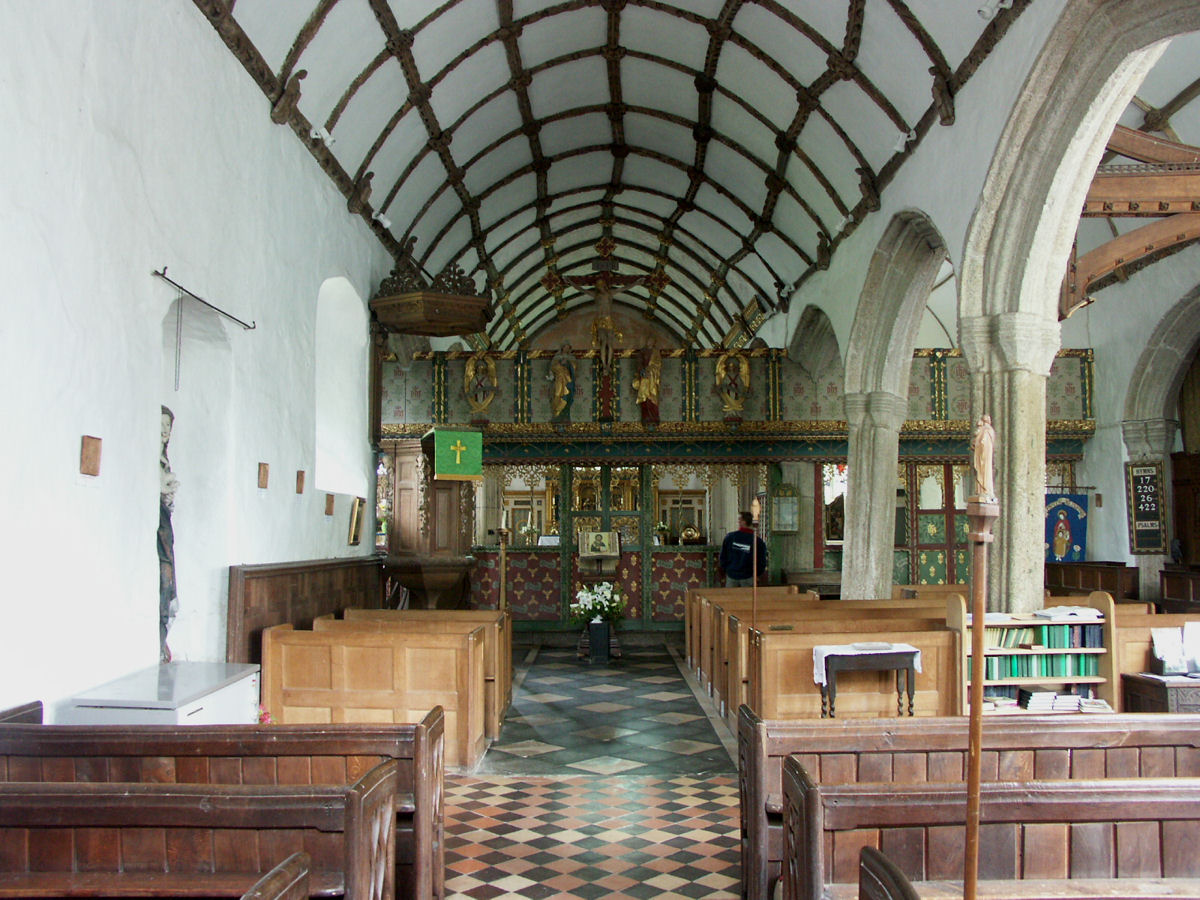